# 微笑みのひと
「微笑みのひと」（ほほえみのひと）は、今井美樹の21枚目のシングル。2002年5月9日発売。

## 解説
東芝EMI（現・EMIミュージック・ジャパン）移籍後最初のシングル。カップリング曲「明るくなるまで」と「Goodbye Yesterday」は2001年に行われたグロリア・チャペル（キリスト品川教会）ライブにおける収録。

## タイアップ
「微笑みのひと」は2002年放送開始されたNHK夜の連続ドラマ（土曜23時）にて、第1シリーズ『真夜中は別の顔』から第7シリーズ『赤ちゃんをさがせ』まで、第6シリーズ『精霊流し〜あなたを忘れない〜』以外（当シリーズのみ主題歌はさだまさし「精霊流し」）の主題歌として使用。

## 収録曲
1. 微笑みのひと
作詞・作曲・編曲　布袋寅泰
ホーン編曲　村田陽一
ドラムス　山木秀夫
ベース　高水健司
ギター　今剛・布袋寅泰
パーカッション　浜口茂外也
トロンボーン　村田陽一
トランペット・フリューゲルホルン　菅坂雅彦
テナーサックス・フルート　小池修
バックボーカル　布袋寅泰・TAMAKI
プログラミング、オーディオエディット　木本靖夫
2. 明るくなるまで（Live）
作詞　戸沢暢美／作曲　佐藤博
ドラムス　青山純
ベース　Kuma Harada
ギター　今剛
キーボード、ピアノ、コーラス　倉田信雄
キーボード、プログラミング、オーディオエディット　須藤豪
3. Goodbye Yesterday（Live）
作詞・作曲　布袋寅泰
ドラムス　青山純
ベース　Kuma Harada
ギター　今剛
キーボード、ピアノ、コーラス　倉田信雄
キーボード、プログラミング、オーディオエディット　須藤豪
4. 微笑みのひと (Instrumental)